# ایگالیا
ایگالیا (انگلیسی: Igalia) شرکت فناوری اطلاعات اسپانیایی است، که در سال ۲۰۰۱ تأسیس شد.